# Prestonia racemosa
Prestonia racemosa är en oleanderväxtart som beskrevs av J.F.Morales. Prestonia racemosa ingår i släktet Prestonia och familjen oleanderväxter. Inga underarter finns listade i Catalogue of Life.